# 拉澤希納
48°16′9″N 24°25′7″E / 48.26917°N 24.41861°E

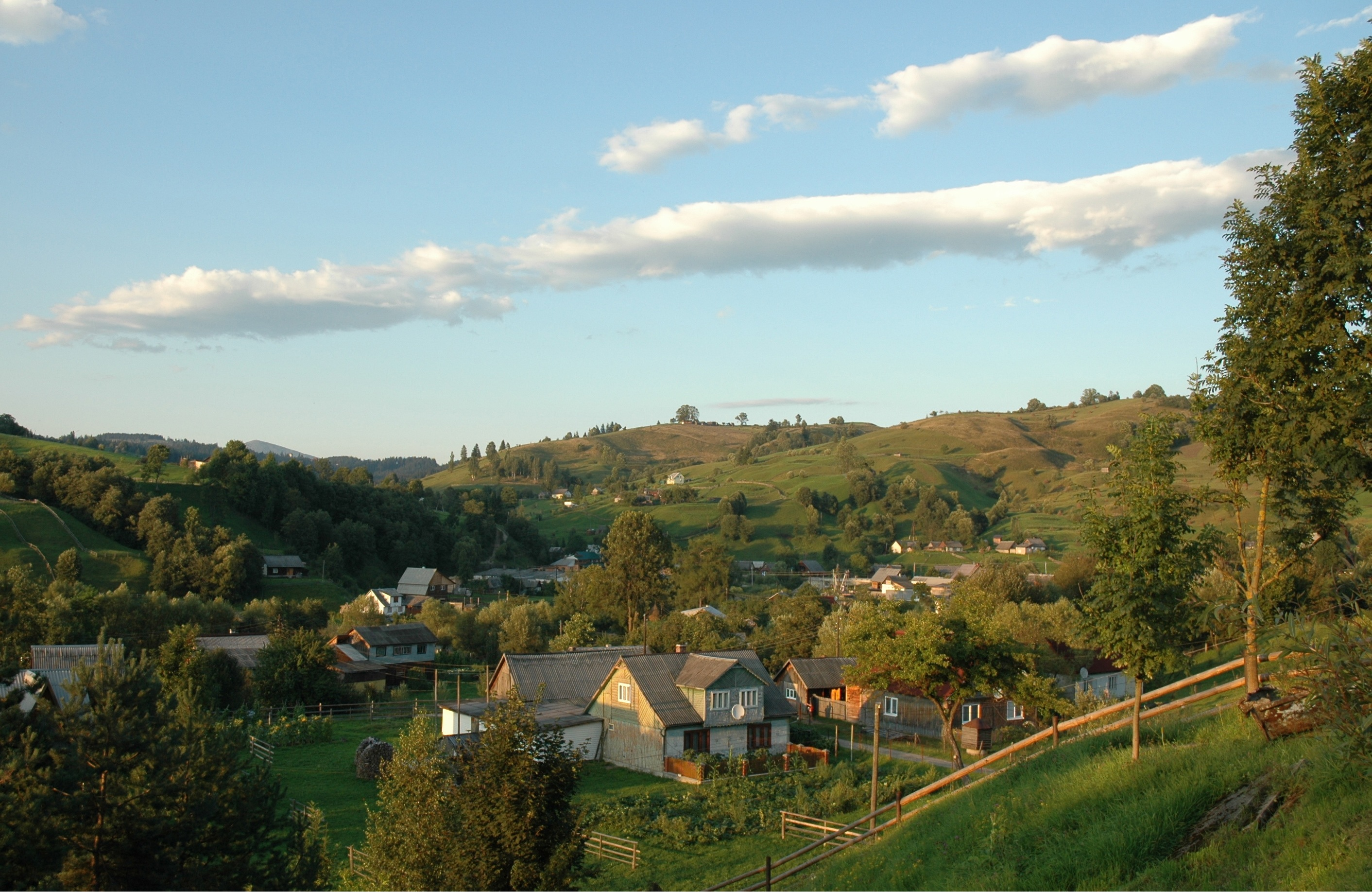

拉澤希納（烏克蘭語：Лазещина）是位於烏克蘭西部外喀爾巴阡州的拉希夫區的村莊，處於拉澤希納河畔，始建於1947年，面積10.78平方公里，海拔高度706米，2016年人口4,200。